# Virtù facile (opera teatrale)
Virtù facile (Easy Virtue) è un'opera teatrale del commediografo britannico Noël Coward. La commedia, che il venticinquenne Coward scrisse nel 1924, fu la sedicesima commedia scritta dall'autore e fu messa in scena con successo a New York nel 1925 e a Londra nel 1928.

## Trama
Atto I
Nella loro tenuta di campagna, i Whittaker conducono una vita tranquilla, ma non senza rancori e risentimenti reciproci. Dall'elegante salotto che si affaccia sul campo da tennis, Mrs Whittaker dirige la casa insieme alla religiosissima figlia Marion, mentre il marito, il colonnello Whittaker, conduce una vita più appartata e rassegnata. Il colonnello e signora hanno raggiunto una sorta di accordo, per cui l'ex militare si concede ancora delle avventure clandestine a patto che non desti scandalo come aveva fatto in passato. In una piovosa mattina di primavera, Hilda, la figlia minore, entra in salotto con eccitanti novità: suo fratello John, l'unico figlio maschio ed erede dei Whittaker, si è sposato mentre era in vacanza nel Sud della Francia e i nuovi coniugi Whittaker arriveranno a breve. La notizia non viene accolta molto positivamente dalla padrona di casa, mentre il colonnello reagisce con la sua caratteristica indifferenza. Mrs Whittaker non è solo preoccupata per la scelta del figlio, ma anche perché i piani della famiglia dovranno essere cambiati: Sarah Hurst, l'ex di John, sarebbe dovuta venire a breve in visita con l'amico Charles Burleigh. John arriva a casa con la moglie Larita, una bellissima donna alta ed elegante, che non si scompone davanti alla gelida cortesia della padrona di casa né allo stupore della cognata quando rivela di essere divorziata. Mentre gli sposi si preparano per il pranzo, arrivano alla tenuta Charles e Sarah: la giovane è intristita dalla notizia delle nozze del suo vecchio amore, ma accoglie amichevolmente Larita mentre gli ospiti si avviano verso la sala da pranzo.
Atto II
Sono passati tre mesi e nel pieno dell'estate Larita legge Sodoma e Gomorra in salotto. Tutti si sono sorpresi al rifiuto della donna di giocare a tennis, ma Larita ha trovato un alleato inaspettato nel colonnello, con cui conversa in francese e gioca a carte. I due vengono interrotti dall'arrivo di Mrs Whittaker e Marion, molto prese per la festa che daranno in serata e la cui attrattiva principale saranno le nuove lanterne giapponesi. Marion scambia il romanzo di Proust per un'opera pornografica e si offre di parlare con Larita riguardo letture più morali, ma la madre la sconsiglia. La signora Whittaker non ama la nuora ed è sicura che presto John si stancherà di lei e divorzierà. Sarah ed il fratello Phillip, di cui Hilda è innamorata, sono venuti a giocare a tennis, ma Philip preferisce parlare con Larita, di cui è segretamente innamorato. Hilda crede erroneamente che sia la cognata a flirtare con Philip e le fa una scenata; intanto la sensazione della signora Whittaker sembra mostrarsi vera: John si lamenta delle mancanze della moglie con Sarah, che però difende la nuova amica. John prova a riconciliarsi con la moglie, ma con i suoi modi impazienti ed immaturi finisce solo per causare altro attrito. La situazione degenera quando Larita menziona l'ex marito, scatenando la gelosia di John, che però afferma di fidarsi ciecamente della moglie.
Marion intanto decide di parlare alla cognata e consigliarle letture più appropriate, ma la conversazione finisce per toccare altri argomenti, tra cui l'amicizia nata tra il colonnello e la nuora, il fidanzato di Marion scomparso in guerra, la religione e l'ipocrisia. Quando Marion lascia il salotto, Philip entra per chiederle di riservarle un ballo durante la serata, un gesto che la gelosa Hilda fraintende. Durante il tè pomeridiano, a cui John è assente, Hilda mostra a tutti un ritaglio di giornale che riporta la notizia che Larita era stata portata a processo in un caso riguardante il suicidio di un uomo, descritto come l'ultimo di una lunga serie di amanti. Ma Larita non perde le sue buone maniere e risponde che di tutti quegli uomini solo due l'avevano davvero amata. Il colonnello difende la nuora, una cosa che la signora Whittaker nota indispettita, ma sentendosi sotto attacco Larita denuncia pacatamente l'ipocrisia dei presenti e le loro insulsaggini. Marion lascia il salotto in lacrime e la padrona di casa ordina alla nuora di non farsi vedere alla festa, un ordine che fa perdere le staffe a Larita, che scaglia il suo libro contro una riproduzione della Venere di Milo.
Atto III
Durante la festa tutti parlano della lite e del passato di Larita, rimanendo delusi quando la padrona di casa annuncia che la nuora non si presenterà a causa di un'emicrania. Tuttavia, proprio a smentire la signora Whittaker, Larita fa uno spettacolare ingresso indossando un bellissimo abito bianco e i suoi gioielli più costosi. John è infastidito dall'appariscenza della moglie e rifiuta di ballare con lei. Larita allora balla con Philip, un fatto che la padrona di casa prende come un'offesa personale. Sarah arriva al party con Charles e i due ci mettono poco a capire cosa sia successo. Rimasta sola con Charles, Larita gli rivela di aver sposato John perché sinceramente trasportata dall'innocenza e giovinezza di John e dice a Sarah che le dispiace di essersi intromessa tra lei e John. Larita decide di andarsene, chiede a Sarah di perdonarla e spera che possa tornare con John. Intanto, John si è pentito di aver rifiutato un ballo alla moglie e, non sapendo nulla di quanto accaduto nel pomeriggio, chiede a Larita di concedergli un ballo. Ma Larita rifiuta e gli suggerisce di danzare con Sarah; mentre i due ex fidanzati ballano, Larita esce silenziosamente dalla casa dei Whittaker e la sua partenza viene notata solo dal maggiordomo Furber.

## Adattamenti
La pièce è stata riadattata per il cinema due volte: da Alfred Hitchcock nell'omonimo film nel 1928 e da Stephan Elliott in Un matrimonio all'inglese nel 2008.